# Interestatal 65
La Interestatal 65 (abreviada I-65) es una autopista interestatal en el este de Estados Unidos, cruza los estados de Alabama, Tennessee, Kentucky y Indiana. El extremo sur se encuentra en una intersección con la  Interestatal 10 en Mobile, Alabama,  y su extremo norte se encuentra en un intercambio con Interestatal 90 en Gary, Indiana, justo al sureste de Chicago. La autopista tiene una longitud de 1427,97km (887.30 mi).

## Largo de la ruta
| Km.     | Estado    |  |  |
|         |           |  |  |
| 590.63  | Alabama   |  |  |
| 195.87  | Tennessee |  |  |
| 221     | Kentucky  |  |  |
| 420.47  | Indiana   |  |  |
|         |           |  |  |
| 1427.97 | Total     |  |  |

## Cruces
La Interestatal 65 es atravesada principalmente por la 
- I 165     en Prichard, AL
- I 85     en Montgomery, AL
- I 459     en Hoover, AL
- I-20/I-59 en Birmingham, AL
- I-24/I-40 en Nashville, TN
- I-64/I-71 en Louisville, KY
- I-74 en Indianápolis, IN
- I-70 en Indianápolis, IN
- I-80/I-94 en Gary, IN